# 阿迪沙·格赖颂
阿迪沙·格赖颂（皇家轉寫：Adisak Kraisorn；1991年2月1日—），繁体译名卡拉宋，有的中国大陆媒体译为凯瑞宋，泰国足球运动员，司職前锋。目前效力泰國乙組足球聯賽俱乐部春武里，曾代表泰国国家足球队。
2013年6月15日泰国客场与中国的友谊赛中，格赖颂成为首发前锋，这是他第一次代表泰国国家队出场。比赛中，他在第23分钟和第52分钟打进两球，帮助球队5比1战胜对手。2014年2月25日，2014年亚冠联赛小组赛武里喃联客场挑战山东鲁能的比赛中，阿迪沙在伤停补时阶段打入一球，扳平了比分。2014年亚洲运动会足球比赛16强比赛中，阿迪沙代表泰国队出场，在比赛中独中两元，帮助泰国队2比0淘汰中国队进军八强。
2014年3月5日最后一轮的2015年亞洲盃外圍賽，在泰国1：5落后黎巴嫩的情况下，格赖颂于第76分钟打入一球，使最终比分变为2：5。虽然泰国最终仍输了比赛，但这却令黎巴嫩的球差数由-1变为-2；而中国的球差数为-1（中国的进球数为5，远落后于黎巴嫩的12），因而可以说他是间接地帮助中国以“最佳小组第三名”得以晋级2015年亚洲杯。

## 国际比赛

### 国际比赛入球
进球和比分两栏中泰国居前
| No | 日期          | 场地                             | 对手   | 进球 | 比分 | 赛事               |
| -- | ------------- | -------------------------------- | ------ | ---- | ---- | ------------------ |
| 1. | 2013年6月15日 | 中华人民共和国合肥奥体中心体育场 | 中國   | 2–0  | 5–1  | 友谊赛             |
| 2. | 2013年6月15日 | 中华人民共和国合肥奥体中心体育场 | 中國   | 3–1  | 5–1  | 友谊赛             |
| 3. | 2014年3月5日  | 泰國拉加曼加拉体育场             | 黎巴嫩 | 2–5  | 2–5  | 2015年亞洲盃外圍賽 |

## 荣誉

### 俱乐部
- 武里喃联
  - 泰国足球超级联赛 冠军 ; 2011
  - 泰国足协杯 冠军 ; 2011, 2012
  - 泰国联赛杯 冠军 ; 2011, 2012

### 国家队
- 泰国
  - 2009年東南亞U19青年錦標賽（英语：2009 AFF U-19 Youth Championship） 冠军